# Jack Fischer
Jack David Fischer (Louisville, 23 de janeiro de 1974) é um astronauta, coronel da Força Aérea e piloto de teste norte-americano.

## Carreira
Formado em engenharia astronáutica pela Academia da Força Aérea dos Estados Unidos em 1996 e com mestrado em aeronáutica e astronáutica pelo  Instituto de Tecnologia de Massachusetts em 1998, ele cursou o treinamento de pilotos da  Laughlin Air Force Base, graduando-se como piloto de F-15E, e passou a atuar piloto operacional do 391st Fighter Squadron Bold Tigers; nesta função, combateu no Afeganistão e no Iraque nos conflitos iniciados após os ataques de 11 de setembro de 2001, integrando as operações Enduring Freedom e Southern Watch.
Em 2004, formou-se como piloto de testes na prestigiosa Escola de Piloto de Teste da Força Aérea dos Estados Unidos, na Base Aérea de Edwards, na Califórnia; dois anos depois, participou de testes do jato de quinta geração F-22 Raptor na mesma base aérea. A partir de 2006 foi designado para servir no Pentágono, em Washington D.C., no Chairman’s Action Group for the Chairman of the Joint Chiefs of Staff e no Space and Intelligence Capabilities Office, ficando nesta posição até 2009. Como piloto de testes e da US Air Force, acumulou mais de 3000 horas de voo em 45 tipos diferentes de aeronaves. Seu sinal de chamada como piloto é 2fish.

### NASA
Fischer foi selecionado em junho de 2009 pela NASA para o curso de astronautas e integrou o Grupo 20, qualificando-se em 2011. Nos anos seguintes trabalhou como CAPCOM do programa Soyuz, nas operações em terra da Estação Espacial Internacional e em seções diversas do Departamento de Astronautas.
Foi ao espaço em 20 de abril de 2017 como tripulante da nave Soyuz MS-04, junto com o comandante russo Fyodor Yurchikhin da Roscosmos, para uma missão de longa duração na ISS, durante a qual integrou as Expedições 51 e 52 na estação. Nesta missão, Fischer realizou duas caminhadas espaciais para experiências e manutenção de seções exteriores da ISS, uma delas a 200ª da história da estação espacial. Ele retornou à Terra em 3 de setembro de 2017, após 135 dias em órbita.
Em maio de 2018, Fischer anunciou seu desligamento definitivo da NASA para voltar à carreira na Força Aérea.